# Thaumaporatia plumigera
Thaumaporatia plumigera är en mångfotingart som först beskrevs av Karl Wilhelm Verhoeff 1909.  Thaumaporatia plumigera ingår i släktet Thaumaporatia och familjen Mastigophorophyllidae. Inga underarter finns listade i Catalogue of Life.